# Davide Croce
Davide Croce (Tavenna, 16 aprile 1962) è un ex cestista italiano.
È stato attivo negli anni ottanta e novanta. In campo giocava come centro.

## Carriera
Nella Serie A di basket ha militato con la Benetton basket Treviso dal 1981 al 1989 in due periodi inframmezzati da una stagione a Torino. Successivamente gioca a Pavia nella stagione 1989-90 e con la Virtus Roma dal 1990 al 1993. Con la squadra capitolina ha vinto una Coppa Korać nel 1992. Dopo si trasferisce all'A.P. Benevento e conduce la squadra sannita, guidata da Paolo Di Fonzo, con cui aveva già vinto la Coppa Korac, alla vittoria del campionato di B2.
Gli ultimi anni della sua carriera cestistica li passa con l'Istrana, squadra trevigiana delle serie minori. Si ritira definitivamente nel 2002 quando l'Istrana partecipa al campionato di Serie C1.
Dal 1999 lavora come chef del club privato della famiglia Benetton in Villa Minelli, dove il suo talento culinario lo porta alla continua creazione di piatti sempre più originali e raffinati. Si è ormai trasferito definitivamente a Treviso.

## Palmarès
- Coppa Korać: 1

Virtus Roma: 1991-92